# Raloxifene
Il raloxifene è un farmaco della categoria dei modulatori selettivi del recettore degli estrogeni, utilizzato nella pratica clinica per contrastare, nella donna in postmenopausa, gli effetti negativi della carenza di estrogeni sul metabolismo osseo. Trova applicazione nella prevenzione di fratture osteoporotiche. Sono in corso (2018) studi per la sua approvazione come trattamento per la prevenzione del tumore alla mammella.

## Indicazioni
- Prevenzione e Trattamento dell'Osteoporosi post-menopausale per ridurre il rischio di frattura vertebrale

Il Raloxifene ha dimostrato negli studi clinici di ridurre le fratture vertebrali di circa il 35 % ma non ha mostrato effetti di riduzione delle fratture extra-vertebrali o fratture di femore. Dagli studi eseguiti è emerso che il Raloxifene è in grado di ridurre l'incidenza di cancro al seno estrogeno positivo (ER+) similmente al Tamoxifene.
Negli USA il farmaco è stato oggetto di una controversia, riguardante la Eli Lilly and Company, riferita alla promozione commerciale fatta sulla presunta riduzione del rischio di cancro alla mammella e del rischio cardiovascolare.
In Italia il Raloxifene è stato autorizzato dall'AIFA per uno Studio clinico di fase 3 per valutare l’efficacia e la sicurezza in pazienti adulti paucisintomatici affetti da COVID-19.

## Dosaggi
- Osteoporosi, 60 mg 1 volta al giorno.

## Controindicazioni
Sconsigliato in soggetti con insufficienza renale ed epatica, da evitare in caso di gravidanza, allattamento materno e presenza di carcinoma endometriale. Prima di somministrare occorre effettuare un'accurata anamnesi al riguardo delle trombosi venose.

## Effetti indesiderati
Fra gli effetti indesiderati si riscontrano trombosi venosa, vampate, ipertensione, insonnia, cefalea, nausea, rash cutaneo, edema, crampi che si dislocano alle gambe.